# Petter Støle
Petter Støle (1935 circa) è un ex sciatore alpino norvegese.

## Biografia
Sciatore polivalente, Petter Støle gareggiò principalmente in ambito nazionale: prese parte a diverse edizioni del trofeo Holmenkollen-Kandahar a partire dal 1953 (Holmenkollen, 21-24 febbraio), dove si classificò 19º nella discesa libera, 19º nello slalom gigante e 24º nello slalom speciale, e ottenendo come migliori piazzamenti i terzi posti nella discesa libera del 1956 (Oppdal, 2-4 marzo) e nello slalom gigante del 1959 (Voss, 6-8 marzo). Gareggiò sporadicamente in altre competizioni di alto livello in Europa (Coppa Ilio Colli nel 1955, Lauberhorn e Hahnenkamm nel 1960, senza ottenere risultati di rilievo; disputò le sue ultime gare internazionali al trofeo Holmenkollen-Kandahar 1960 (Holmenkollen, 18-20 marzo) e chiuse la sua carriera ai successivi Campionati norvegesi 1960 (Norefjell, 2-3 aprile), dove vinse la medaglia d'oro nello slalom speciale e nella combinata. Non prese parte a rassegne olimpiche o iridate.

## Palmarès

### Campionati norvegesi
- 7 medaglie[senza fonte]:
  - 5 ori (discesa libera, slalom gigante, combinata nel 1959; slalom speciale, combinata nel 1960)[8]
  - 1 argento (discesa libera nel 1957)[senza fonte]
  - 1 bronzo (discesa libera nel 1959)[senza fonte]